# Heilig Blut (Einsbach)

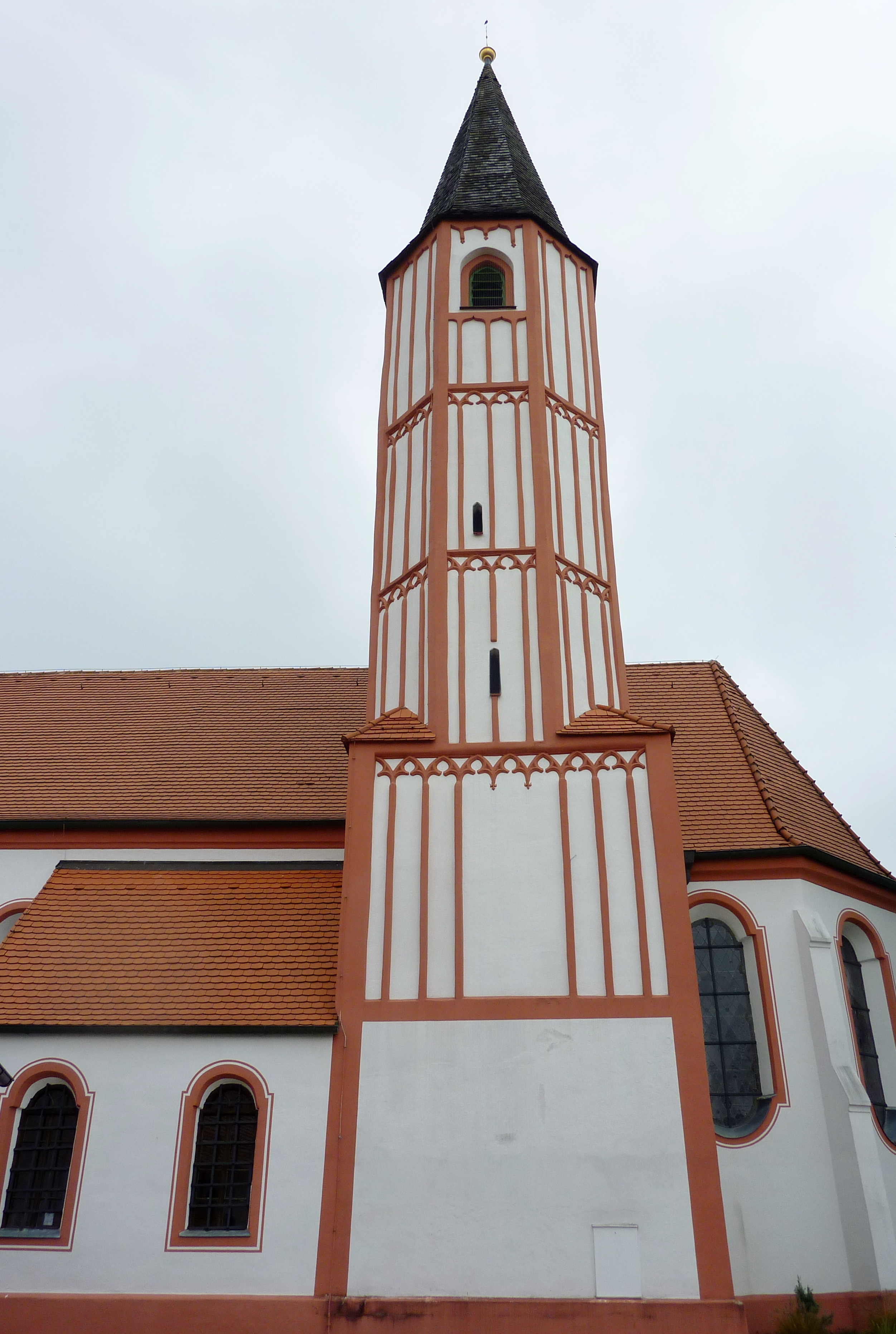
Wallfahrtskirche Heilig Blut

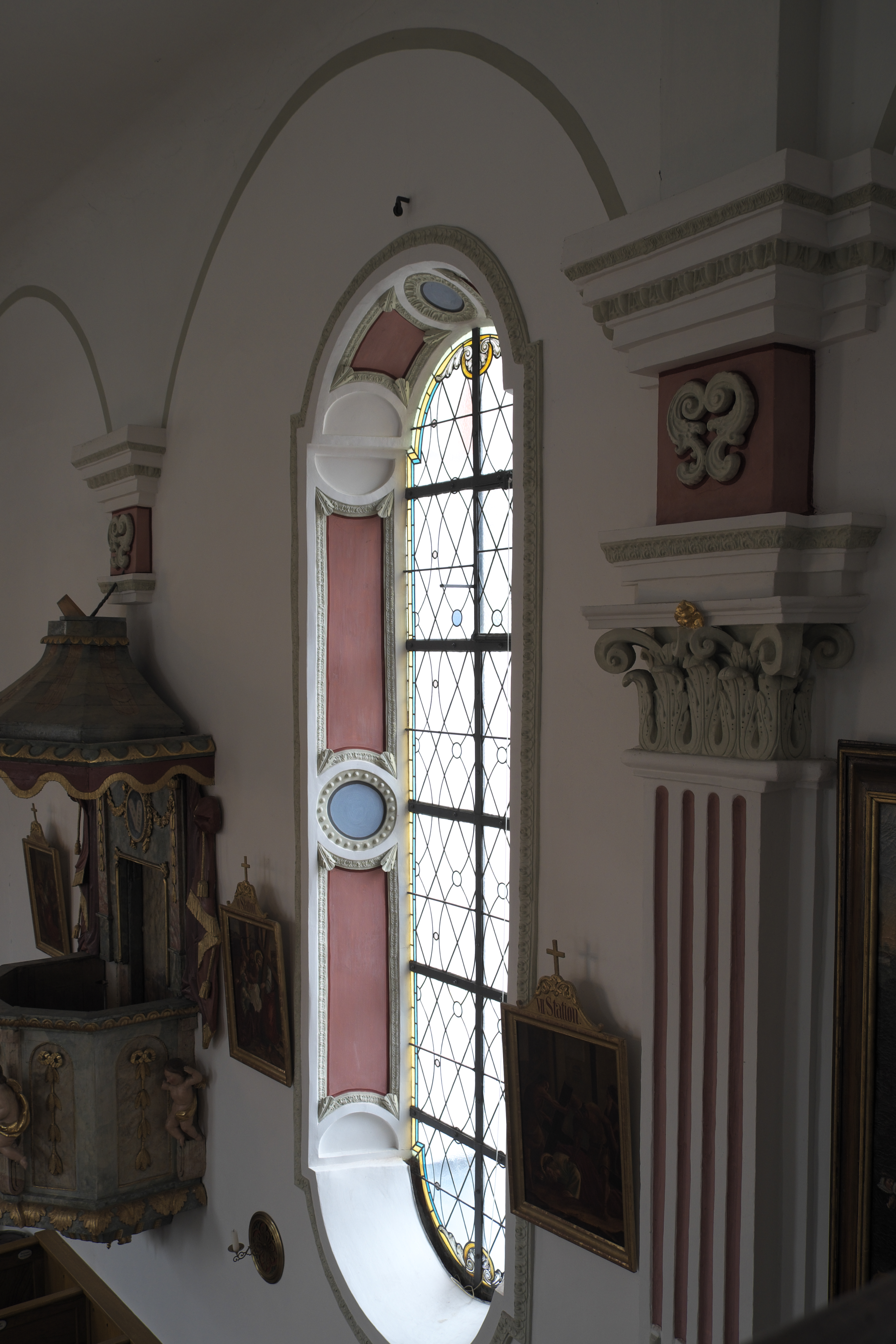
Fensterlaibung

Die katholische Wallfahrtskirche Heilig Blut in Einsbach, einem Ortsteil der etwa 40 Kilometer nordwestlich von München gelegenen Gemeinde Sulzemoos im oberbayerischen Landkreis Dachau, wurde vermutlich in der zweiten Hälfte des 14. oder zu Beginn des 15. Jahrhunderts im Stil der Gotik über einem Brunnen errichtet, dessen Wasser man eine heilbringende Wirkung nachsagte. Bis zur Säkularisation im Jahr 1803 war dieser Brunnen Ziel einer vielbesuchten Wallfahrt. Die Kirche ist dem Heiligen Blut geweiht, ein weiteres Patrozinium ist das des heiligen Sebastian. Das Gebäude ist ein geschütztes Baudenkmal.

## Geschichte
Nach der Legende soll die Kirche im Jahr 1004 erbaut worden sein. Da sie in der Konradinischen Matrikel, dem 1315/16 erstellten Güterverzeichnis des Bistums Freising, nicht aufgeführt ist, geht man von einem wesentlich späteren, nicht vor der Mitte des 14. Jahrhunderts erfolgten Bau aus. Eine erste schriftliche Erwähnung der Kirche findet sich in einer Urkunde des Klosters Fürstenfeld aus dem Jahr 1430. In den 1670er Jahren wurde die Kirche im Stil des Barock umgebaut und neu ausgestattet.

## Gründungslegende
Ein Hirte von Schloss Lauterbach soll an Ostern in der Pfarrkirche in Einsbach die Kommunion empfangen haben. Er wollte die Hostie mit nach Hause nehmen, als er jedoch am Ortsrand über ein Viehgatter stieg, soll sie ihm aus der Hand geglitten sein. An der Stelle, an der die Hostie auf die Erde fiel, soll eine Quelle entsprungen sein. Diese wurde gefasst und darüber die Wallfahrtskirche errichtet.

## Architektur

### Außenbau
Im südlichen Chorwinkel erhebt sich über rechteckigem Unterbau der oktogonale Glockenturm, der von einem schindelgedeckten Spitzhelm mit goldenem Knauf bekrönt wird. Die gesamte Außenwand des Turms ist mit filigranem Stab- und Maßwerkdekor überzogen. An den Turm schließt sich westlich die Sakristei an, die von einem Pultdach gedeckt ist.

### Innenraum

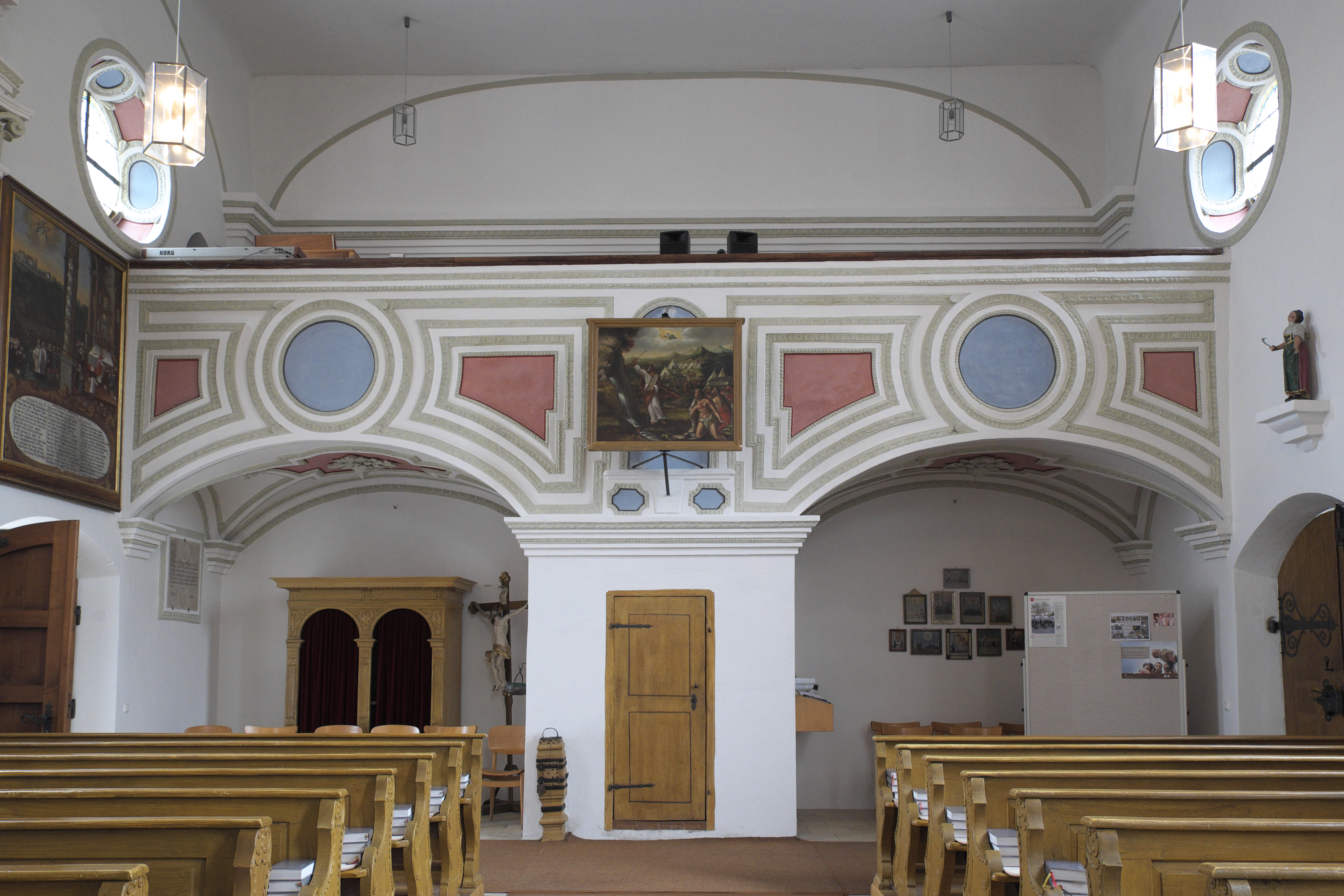
Westempore

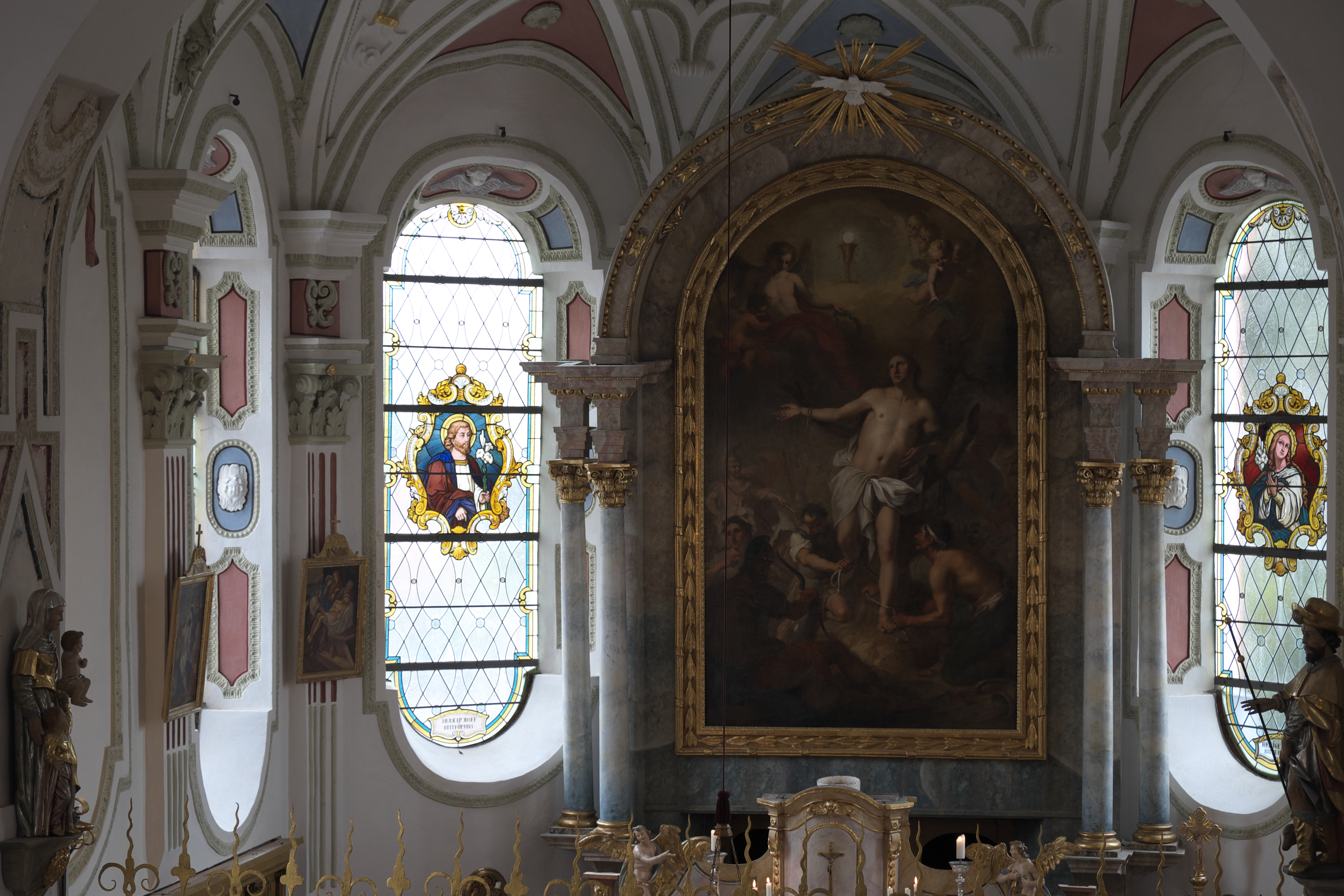
Chor

Das einschiffige Langhaus ist in drei Achsen unterteilt und mündet im Osten in einen leicht eingezogenen, dreiseitig geschlossenen Chor, der zwei Stufen über dem Langhaus liegt. Der zweijochige Chor wird von einem Sterngewölbe mit Stichkappen gedeckt. Er ist – wie die Fensterlaibungen, die Brüstung und Unterwölbung der Empore – mit reichem Stuckdekor verziert. Auf einem in einen Stuckrahmen aus Perlstab gefassten Fresko ist Jesus als Schmerzensmann mit Dornenkrone und Kreuz dargestellt, der mit einem Kelch sein Blut auffängt, das aus seiner Seite fließt. Die Malerei wird um 1680 datiert und nimmt Bezug auf das Patrozinium der Kirche. Chor- und Langhauswände gliedern kannelierte Pilaster mit Gesimsstücken und korinthischen Kapitellen mit Akanthusblatt.

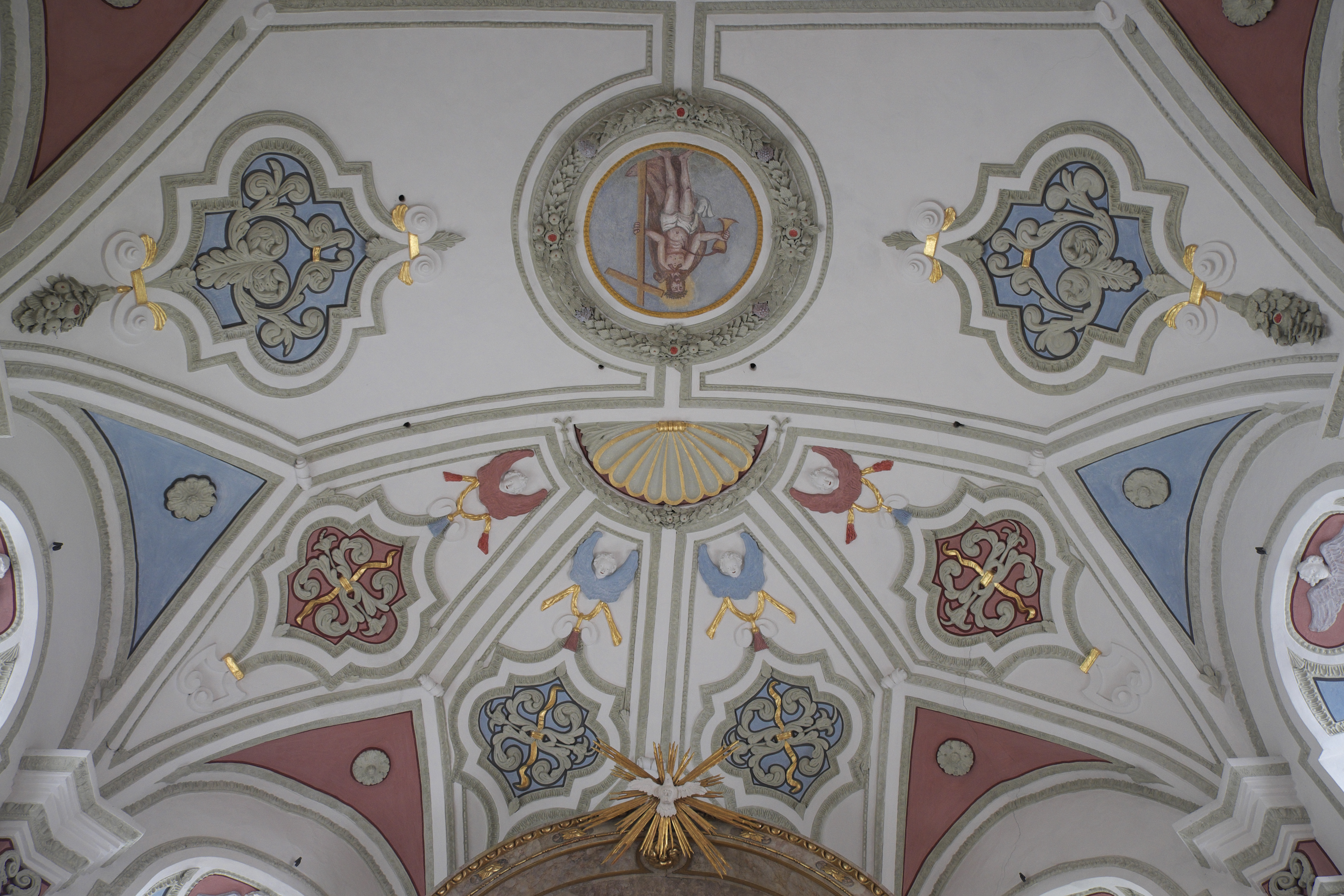
Stuckdekor im Chor
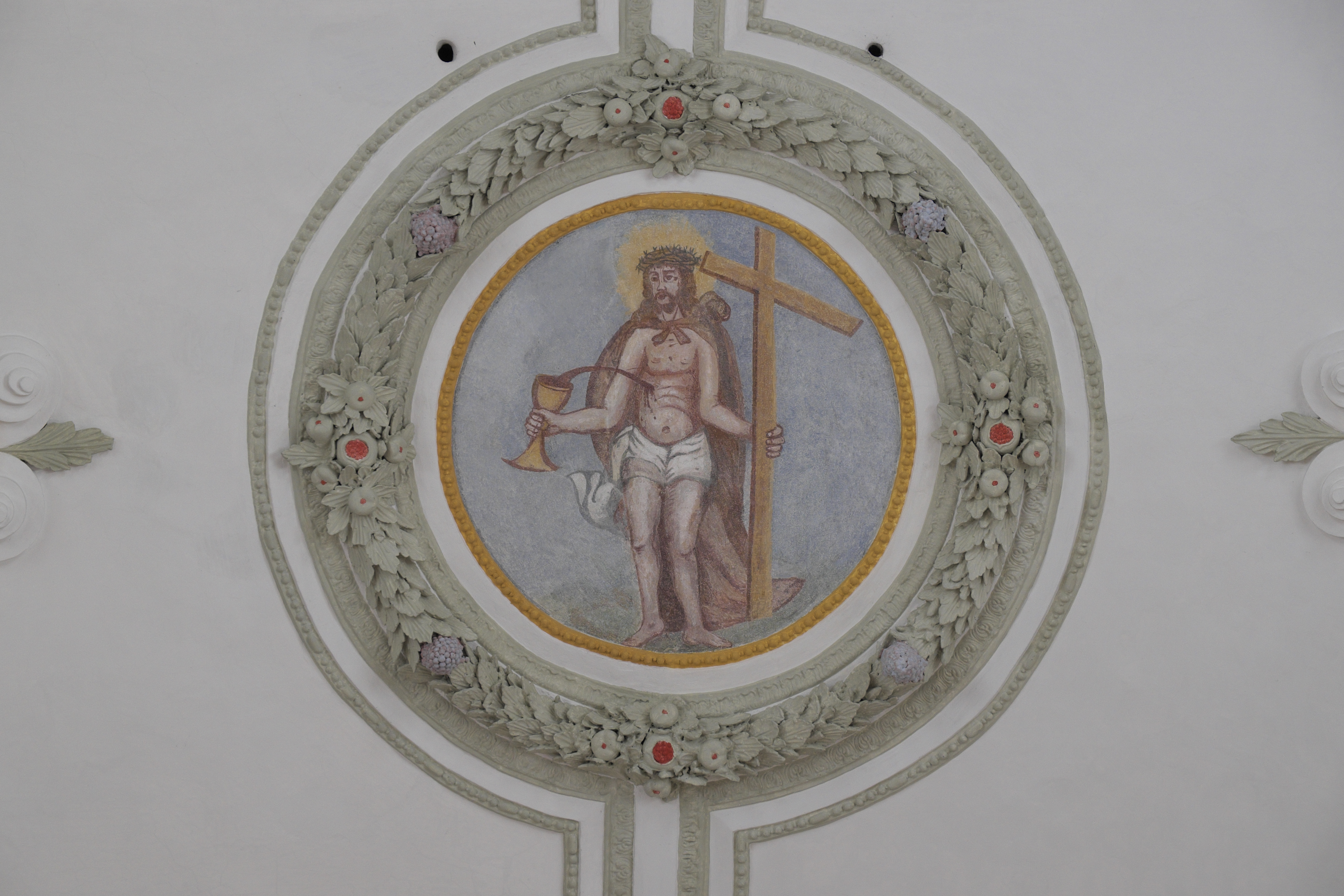
Fresko mit Darstellung des Schmerzensmannes
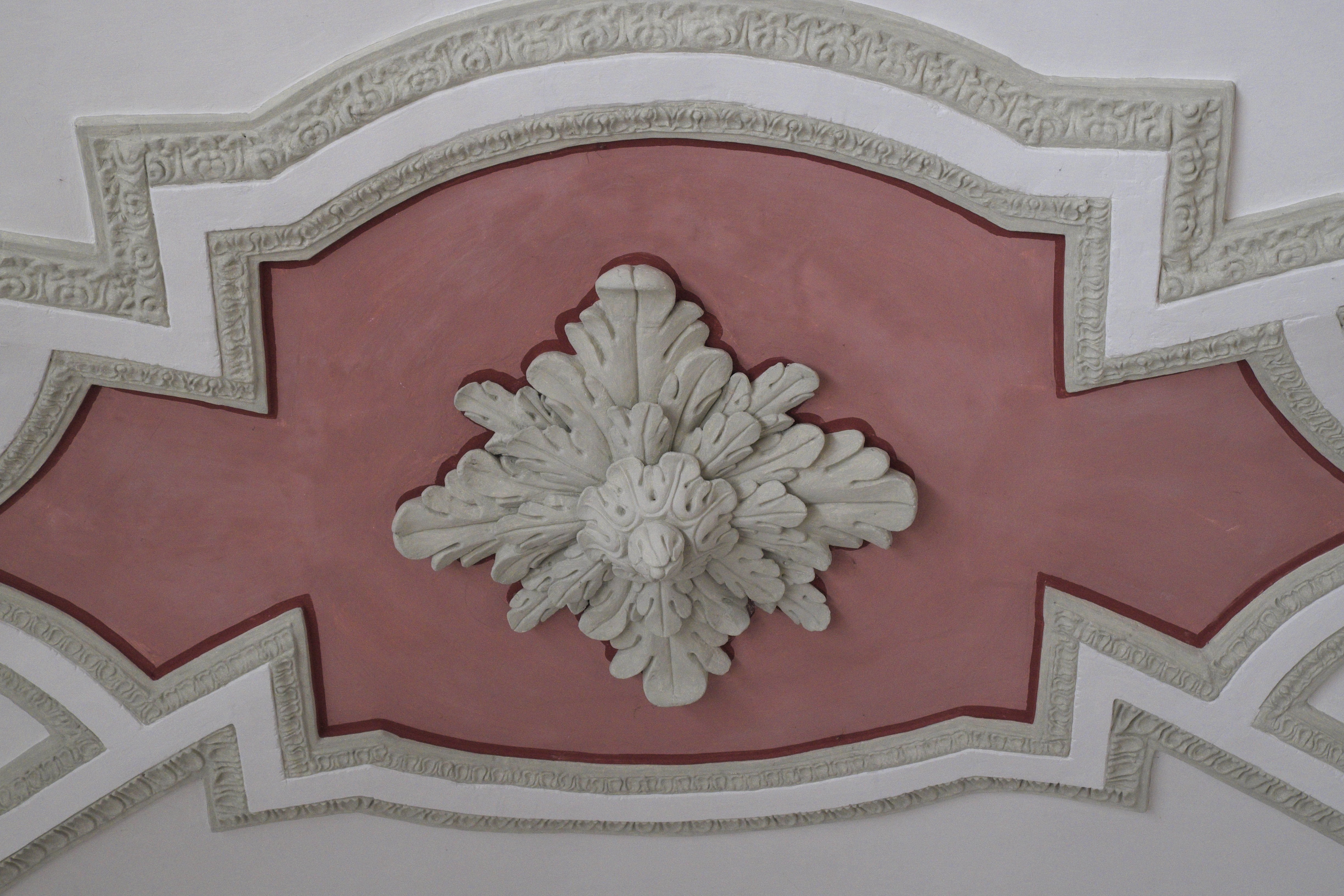
Stuckdekor unter der Westempore
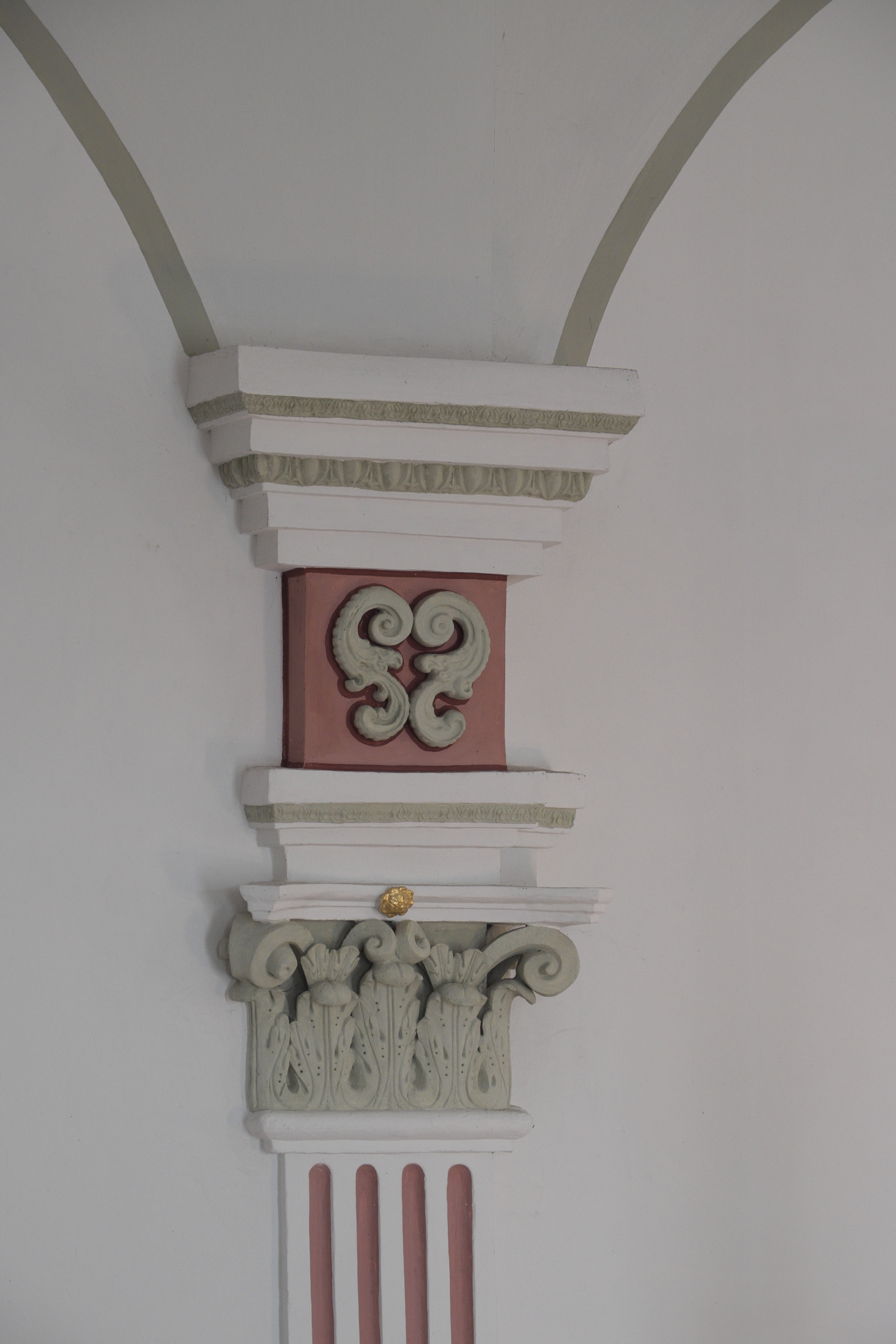
Pilaster mit Kapitell und Gesimsstück

## Bleiglasfenster
Die Bleiglasfenster im Chor stammen aus der Zeit um 1910. Auf dem linken Fenster ist der heiligen Joseph dargestellt, auf dem rechten Fenster Maria. 	

## Brunnen

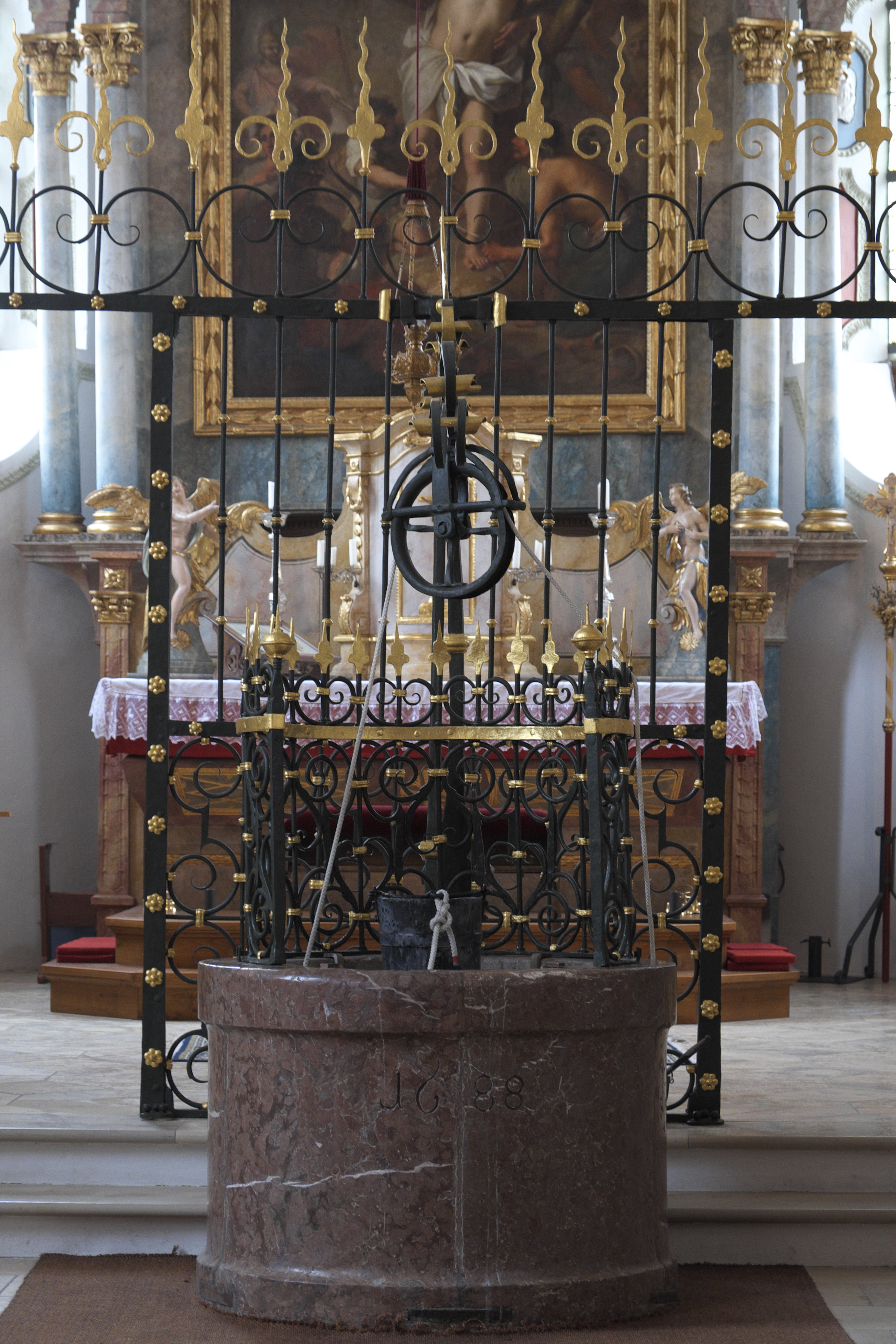
Brunnen

Vor dem Chor befindet sich ein in Marmor gefasster Ziehbrunnen mit Eisengitter. Auf dem Marmorbecken ist die Jahreszahl 1688 eingemeißelt. Der Brunnen soll an der Stelle entstanden sein, an der nach der Legende die Hostie des Hirten auf den Boden fiel.

## Ausstattung
- Der Choraltar wird um 1630 datiert und Constantin Pader zugeschrieben. Das Ölgemälde des Altarblatts mit der Darstellung des heiligen Sebastian wurde im frühen 18. Jahrhundert von Johann Baptist Baader (1717–1780) ausgeführt.
- Die Kanzel aus marmoriertem Holz wird um 1680 datiert. Der Kanzelkorb ist mit Engelsputten verziert.
- Neben dem Aufgang zur Empore steht ein Opferstock aus dem Jahr 1680.
- Das Chorgitter stammt aus barocker Zeit.
- Das Chorgestühl aus der Zeit um 1680 wurde restauriert und 2007 an seinem ursprünglichen Ort wieder aufgestellt.
- Die Kirchenbänke mit ihren barocken Wangen wurden um 1700 angefertigt. Sie sind noch mit den Namensschildern versehen, die den Mitgliedern einer Familie feste Plätze in der Kirche reservierten.
- Über dem Eingang an der Nordseite ist eine Figur der Bauernheiligen Notburga von Rattenberg aufgestellt.
- Am Chorbogen stehen auf Podesten eine Anna selbdritt und ein heiliger Rochus von Montpellier.
- An der Wand unter der Empore hängen Votivbilder mit der Darstellung des heiligen Sebastian, die an den zweiten Schutzpatron der Kirche erinnern.

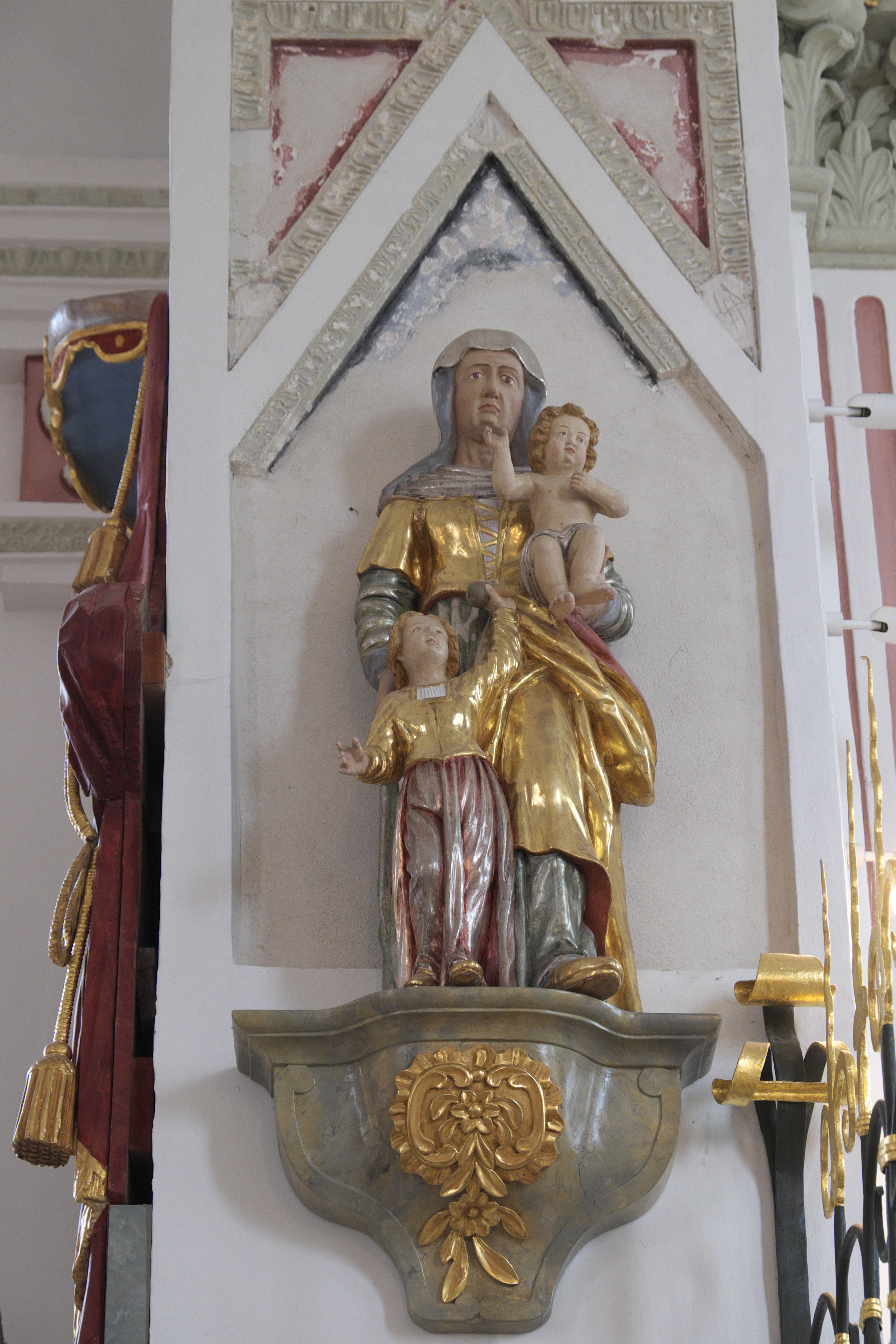
Anna selbdritt
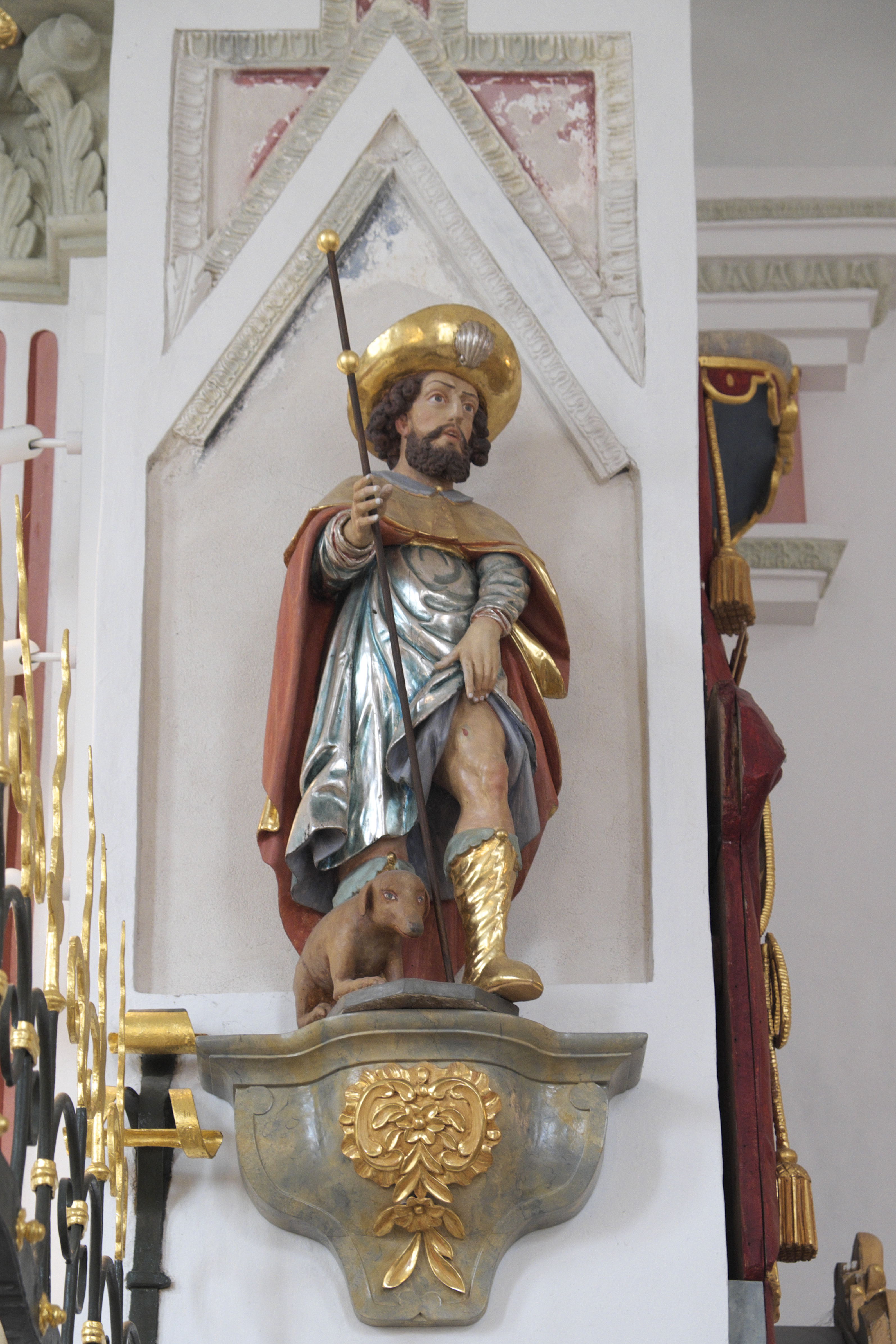
Heiliger Rochus
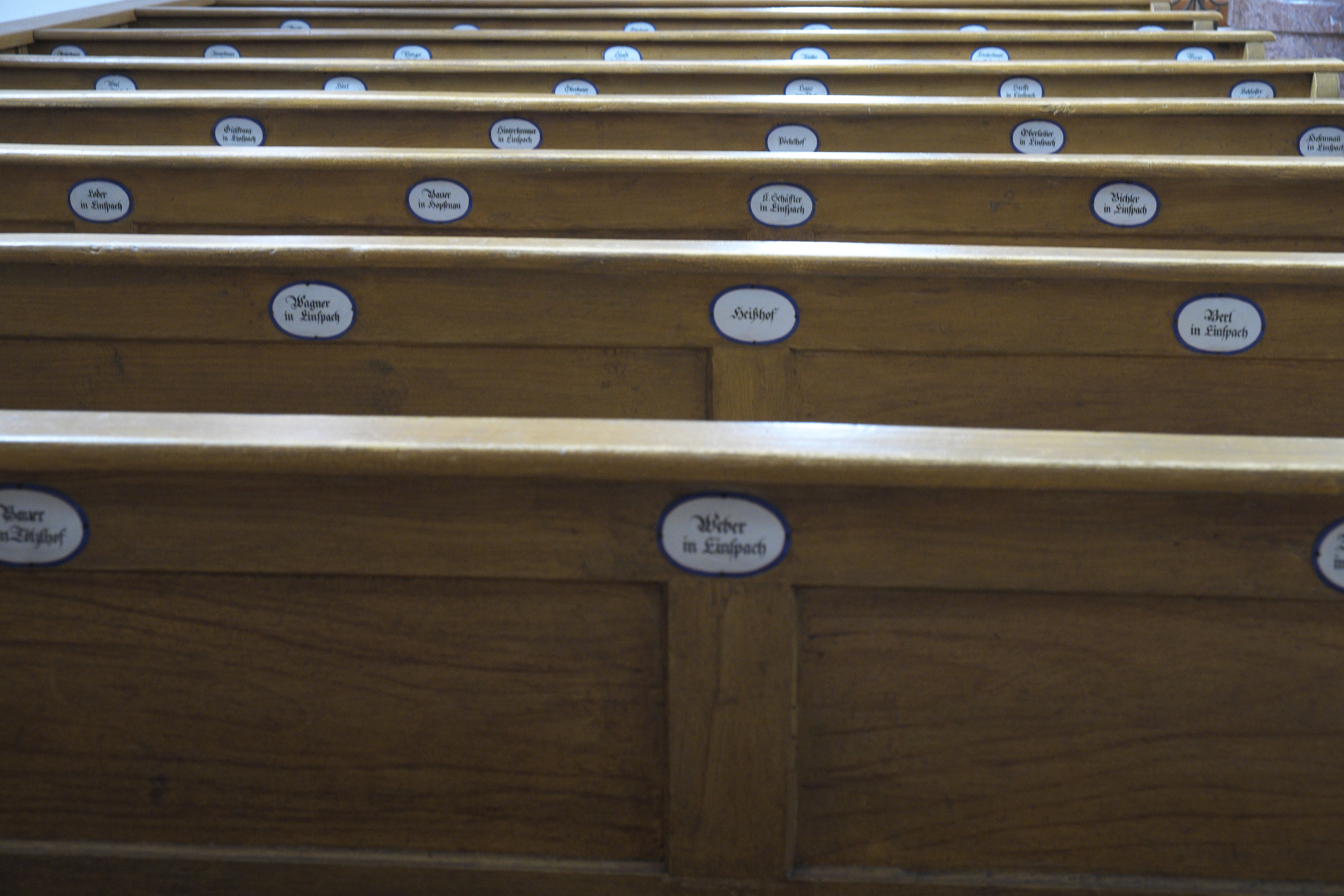
Kirchenbänke mit Namensschildern
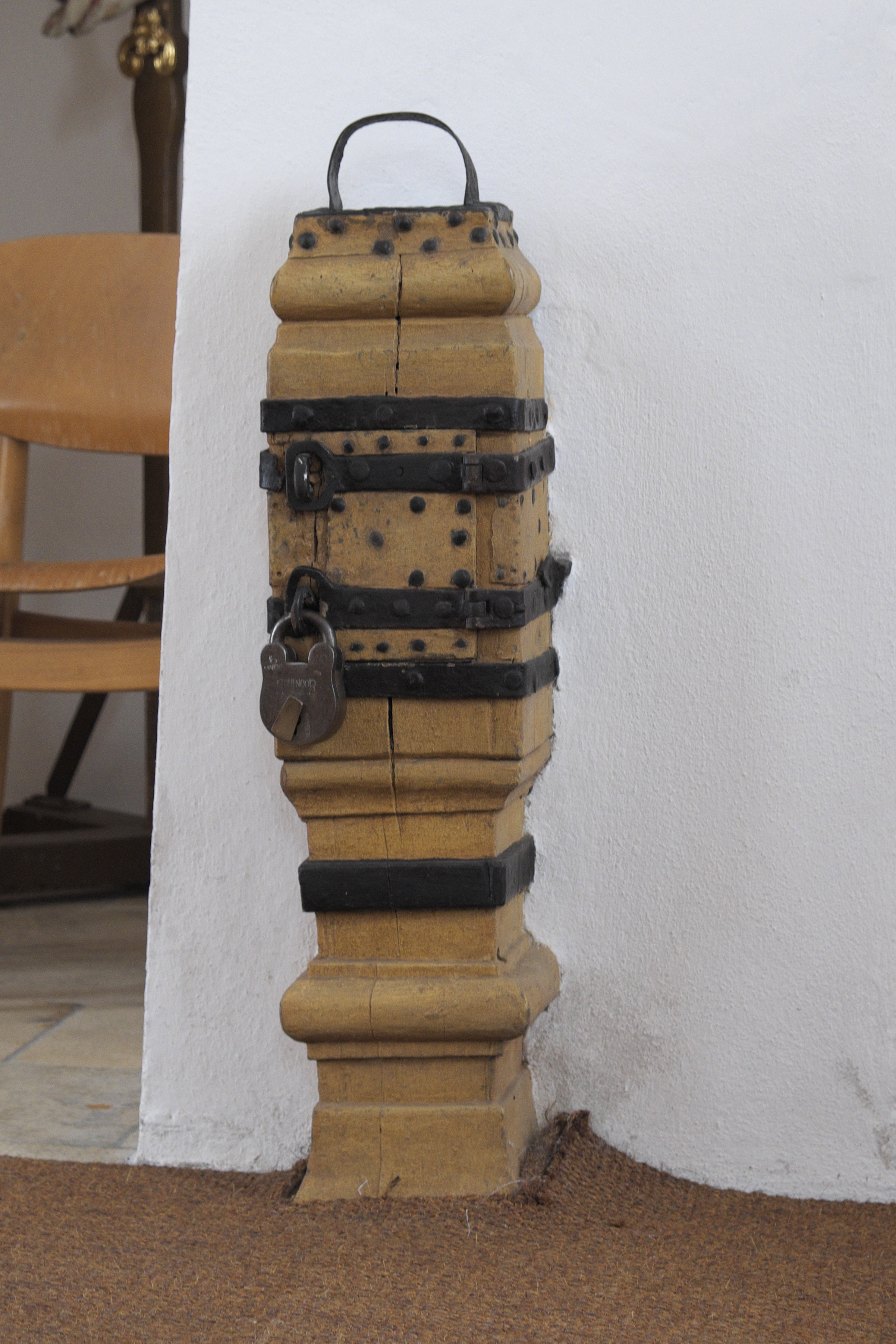
Opferstock

## Epitaphien
Unter der Empore erinnern zwei Marmorepitaphien an die Pfarrer Simon Widman († 1683) und Urban Widman († 1731).